# Kcynia
Kcynia (germană Exin) este un oraș în Polonia.